# Крушевский, Игнаций Марцели

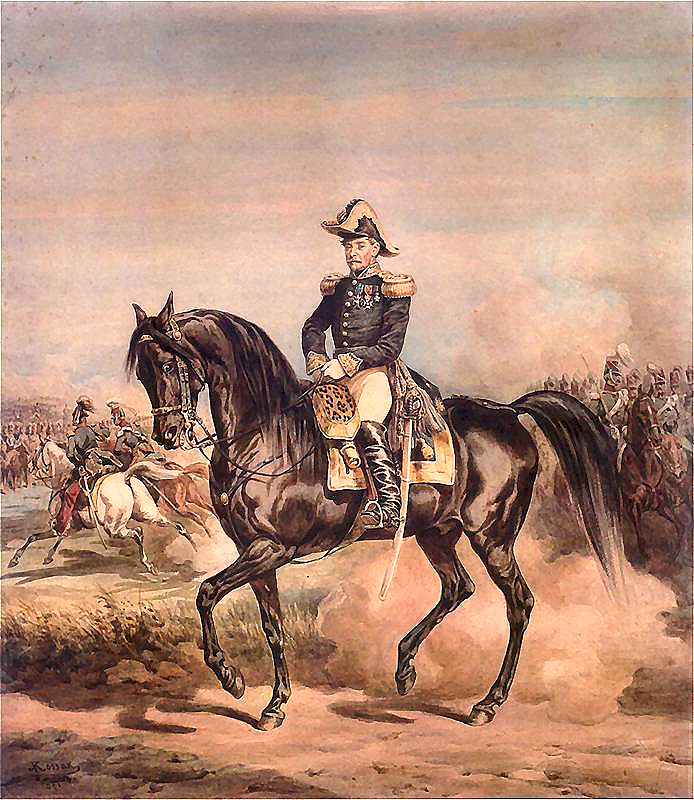
Генерал Игнаций Крушевский на картине худ. Юлиуша Коссака

Игнаций Марцели Крушевский (пол. Ignacy Marceli Kruszewski; 6 января 1799, Луславице, королевство Пруссия (ныне Ченстоховский повят, Силезское воеводство, Польша) — 25 декабря 1879, Гоголув, Новая Галиция, Австрийская империя) — польский военачальник, полковник Армии Царства Польского, генерал-майор Бельгийской армии.

## Биография
Окончил кадетский корпус в Калише. С 1820 года служил в Армии Царства Польского, был адъютантом генерала З. Курнатовского.
Участник Ноябрьского восстания 1830 года, во время которого был адъютантом главнокомандующего И. Хлопицкого. С июня 1831 года командовал 5-м уланским полком. Произведен в полковники, в сентябре 1831 года был назначен командиром 3-й кавалерийской бригады в корпусе генерала Джироламо Раморино. Вместе с ним после разгрома войсками Розена, отступил на территорию Австрии и позже эмигрировал.
В апреле 1832 года поступил на службу к бельгийскому королю Леопольду I. В мае того же года принял под командование 2-м стрелковый полк. Принимал участие в бельгийско-голландском конфликте. Внёс большой вклад в организацию вновь сформированной армии Бельгии. В 1836 году по просьбе короля Леопольда натурализовался и принял бельгийское гражданство. В 1842 году был произведен в генерал-майоры и назначен командиром кавалерийской бригады в Мехелене.
Планировалось, что в 1848 году И. Крушевский возглавит восстание в Великой Польше . Однако, ознакомившись с ходом подготовки, он отказался принять на себя эту функцию. В том же году стал командиром дивизии лёгкой кавалерии. В феврале 1852 года король Леопольд, под давлением Пруссии и Россия принял его отставку, И. Крушевский вернулся на родину.
После начала Январского восстания в Польше в 1863 году был назначен Национальным правительством главнокомандующим повстанческими силами, но не принял назначение. Стал членом Гражданского комитета Восточной Галиции, занимался поставками оружия и боеприпасов для участникам восстания, формированием войск для отправки в район Люблина. После подавления восстания был арестован австрийцами в Кракове и выслан за пределы Австро-Венгрии.
Благодаря заступничеству короля Леопольда I через какое-то время смог вернуться в Польшу.
Автор мемуаров «Pamiętniki z wojny 1830-31» изданных в 1890 году и Regulamin dla jazdy powstającej Polski» (1849).